# جون تون
جون تون (بالهولندية: John Ton؛ بالإنجليزية: John Ton) هو مناهض العبودية ‏ هولندي وأمريكي، ولد في 30 مايو 1826 في Akersloot ‏ في هولندا، وتوفي في 4 يونيو 1896 في شيكاغو في الولايات المتحدة.